# Тихиничский сельсовет
Тихиничский сельсовет — административная единица на территории Рогачёвского района Гомельской области Республики Беларусь. Административный центр — агрогородок Тихиничи.

## Состав
Тихиничский сельсовет включает 6 населённых пунктов:
- Бронное — деревня.
- Виричев — деревня.
- Новосёлки — деревня.
- Тихиничи — агрогородок.
- Толочков — деревня.
- Ясёновка — деревня.

## Культура
- Тихиничский центр культуры и досуга в агрогородке Тихиничи